# Lambert Orkis
Lambert Orkis, né le 20 avril 1946 à Philadelphie, est un pianiste classique américain.

## Discographie
- Sonates pour violon et piano de Beethoven avec Anne-Sophie Mutter.